# Kapelica sv. Vida Mučenika u Petruševcu
Kapelica sv. Vida Mučenika katolička je kapela koja se nalazi u zagrebačkoj četvrti Peščenica - Žitnjak u naselju Petruševec. Izgrađena je 1925. godine. Nastala je zalaganjem Ivana i Janka Kuzmec, te uz podršku svih Petruševčana na mjestu gdje je stajalo raspelo. Izgrađena je kao zavjetna kapelica, te je od tada Petruševec zavjetovan sv. Vidu.

## Galerija
- Pogled na kapelicu
- Unutrašnjost